# Balogh Gyula (költő)
Balogh Gyula (Naprágy, 1832. június 8. – Naprágy, 1855. november 1.) költő.

## Élete
Iskoláinak két első évét Rimaszombatban, a többit Sárospatakon végezte, ahol jogot is tanult. 1852-ben a pesti egyetemre ment, de súlyos betegsége miatt kénytelen volt hazatérni. 23 évesen hunyt el, Tompa Mihály tartott fölötte gyászbeszédet.
Költeményei 1853–1855 között a Divatcsarnokban jelentek meg. Halála után utolsó versét a Szépirodalmi Album közölte 1856-ban.